# 新しい恋人達に
「新しい恋人達に」（あたらしいこいびとたちに）は、日本のバンド・back numberの楽曲。配信限定シングルとして2024年7月15日にリリースされた。また、自身22枚目のCDシングルとして9月11日に発売された。本作はフジテレビ系月9ドラマ「海のはじまり」の主題歌として書き下ろされた。

## 背景
2024年6月20日、back numberがフジテレビ系月9ドラマ「海のはじまり」の主題歌を担当することが発表された。
同枠での起用は『5→9〜私に恋したお坊さん〜』の「クリスマスソング」より約9年ぶり。
7月8日、楽曲のリリース情報やジャケット写真が公開された。また、リリースに先駆けて7月11日にはFM802『ROCK KIDS 802 -OCHIKEN Goes ON!!-』にてラジオ初解禁された。
8月5日、本作のCDリリースが決定したことが発表された。

作詞作曲を担当した清水は楽曲について
とコメントしている。

## 販売形態
7月15日、「冬と春」以来半年ぶりの配信限定シングルとしてリリースされた。
9月11日発売予定のCDシングルは、CDにBlu-rayあるいはDVDが付属される初回限定盤、ファンクラブ限定盤と、CDのみの通常盤の3形態5種類で発売される。CDには本楽曲と、カップリングとして新曲「楽園の地図」、および両曲のインスト音源が収録される。また、ファンクラブ限定盤では2021年にファンクラブ限定でリリースされた限定シングル「女王の猿」がボーナストラックとして収録される。Blu-ray/DVDには、ファンクラブの会員が選出したライブ映像集『back number live archive selection』を収録。ファンクラブ限定盤では加えてback numberメンバーによる特典映像も収録される。
パッケージは、初回限定盤は三つ折りCDサイズデジパック仕様、ファンクラブ限定盤は三つ折りトールケースデジパック仕様となっている。

## 制作
本楽曲は『海のはじまり』の制作陣からの熱烈なオファーを受けて制作された。ドラマのプロデューサーである村瀬健は、企画段階から主題歌に back numberを考えていた。
清水は村瀬との食事の際にドラマのテーマやドラマで描きたいことについて話を聞いた後、ドラマの第9話までの脚本を読み、村瀬とのやりとりを重ねながら、本楽曲を制作した。プロデューサーは小林武史が務めた。村瀬は完成した楽曲について「歌詞、メロディー、歌声、演奏、アレンジ…その全ての力によって、“父の想（おも）い”だけではなく、もっともっと大きな、もっともっと多くの感情を内包する曲になったと思います。」とコメントしている。

## 評価
ライターの蜂須賀ちなみは、Billboard JAPANのコラム内で楽曲について“父性”という言葉をあげながら、多くの人にイメージされる大らかさや頼もしさ、厳格さといった理想の父親像に対して「理想の父親像からはかけ離れた、情けなさを隠さない姿」を描いていると考え、「情けなくていい。似合ってなくていい。足りなくていい。分からないままでいい。聴いた人にそう思わせてくれる」と評価している。

## チャート成績
Billboard JAPANの音楽総合チャート「Billboard Japan Hot 100」では、ダウンロード（24,432DL）とラジオで首位、ストリーミング4位（7,532,578回）、動画再生32位を記録し初週1位を獲得した。本チャートで1位を獲得するのは「オールドファッション」以来約5年8カ月ぶり。それに伴ってバンドが過去にリリースした楽曲たちも順位が再浮上したほか、翌週のアーティストランキング「Artist 100」ではバンドが3位まで上昇した。
2024年7月24日発表のオリコン週間デジタルシングルランキングにて、25,401DLを売り上げ、「水平線」以来2年11ヶ月ぶり、自身通算6作目となる1位を獲得。2024年7月29日付オリコン週間ストリーミングランキングでは初登場4位を獲得した。
リリースから1ヶ月以内に、各サービスの週間・デイリー・リアルタイムチャートでは55冠を達成している。

## 収録曲

### CD
| #  | タイトル                                               | 作詞・作曲 | 編曲        | 時間 |
| -- | ------------------------------------------------------ | ---------- | ----------- | ---- |
| 1. | 「新しい恋人達に」                                     | 清水依与吏 | 小林武史    | 4:46 |
| 2. | 「楽園の地図」                                         | 清水依与吏 | back number | 4:23 |
| 3. | 「新しい恋人達に (instrumental)」                      | 清水依与吏 | 小林武史    | 4:46 |
| 4. | 「楽園の地図 (instrumental)」                          | 清水依与吏 | back number | 4:23 |
| -. | 「女王の猿」(ファンクラブ限定盤のみのボーナストラック) |            |             |      |

### Blu-ray / DVD
※通常盤は付属なし
| #  | タイトル                               | 作詞 | 作曲・編曲 |
| -- | -------------------------------------- | ---- | ---------- |
| 1. | 「back number live archive selection」 |      |            |

| #  | タイトル                        | 作詞 | 作曲・編曲 |
| -- | ------------------------------- | ---- | ---------- |
| 1. | 「back number exclusive video」 |      |            |

### 配信シングル
| #  | タイトル           | 作詞 | 作曲・編曲 | 時間 |
| -- | ------------------ | ---- | ---------- | ---- |
| 1. | 「新しい恋人達に」 |      |            | 4:46 |

## 関連イベント
2024年7月20日、TikTokにて本作のリリースを記念したライブ配信が開催された。